# Centrale d'Arnot
La centrale d'Arnot est une centrale thermique alimentée au charbon située dans la province de Mpumalanga en Afrique du Sud.